# Battaglia di Pävankhind
La battaglia di Pävankhind fu una battaglia di retroguardia e all'ultimo sangue che si svolse il 13 luglio 1660 presso un passo di montagna vicino alla fortezza di Vishalgad, vicino alla città di Kolhapur, in Maharashtra, nella regione dell'India tra i Maratha sardar di Baji Prabhu Deshpande e il Siddi Masud di Adilshah. I Maratha tennero impegnati i nemici finché Shivaji raggiunse il forte. Le truppe Adilshah erano composte da 15 000 uomini, contro i 300 Maratha armati alla leggera.

## Antefatto
Shivaji sconfisse i generali Adilshah uno dopo l'altro. Come estremo rimedio, gli Adilshah inviarono contro i nemici Siddi Jauhar. Allo stesso tempo si misero d'accordo con i Moghul per attaccare Shivaji. Di conseguenza Shaista Khan lo attaccò da nord attraverso Pune.
Siddi Jauhar pose l'assedio al forte di Panhala. Tutti i tentativi di togliere l'assedio fallirono. Netaji Palkar, comandante di Shivaji, non riuscì a disperdere dall'esterno gli assedianti. Quindi Shivaji decise di uscire e combattere. Ma invece di un attacco suicida, attuò una strategia diversa: fu progettata una grande fuga per ingaggiare battaglia dal forte Vishalgad.

## La battaglia

### Composizione delle truppe Adilshah

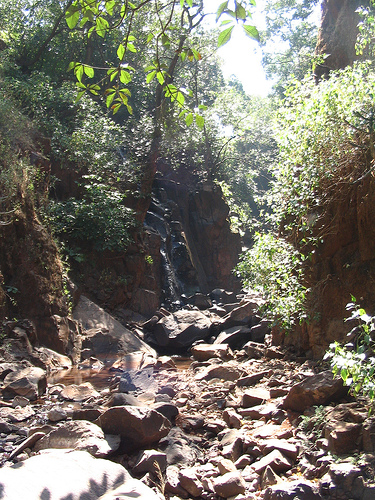
Il luogo della battaglia oggi.

Queste erano formate da una cavalleria scelta di Adilshah che, molto famosa, sotto il comando di Siddi Jauhar, di Siddi Masud e di Fazal Khan.
Jasvantrao Dalvi di Palavani e Surve di Sringarpur avevano posto l'assedio a Vishalgarh.

### Composizione delle truppe Maratha
Shivaji era assistito dal suo Sardar Bajiprabhu, da Jadhavrao, da Bandal e da molti altri. Tuttavia la fanteria leggera era di soltanto 600 uomini. Quella era costituita da montanari della regione di Maval, rimasta, fino a quel momento, sempre indipendente.

### Movimenti e scontro
Siddi Jauhar aveva posto l'assedio a Panhala con la massima cura. Prima di tutto Shivaji inviò il suo vakil a Siddi Jauhar dicendo che era pronto a firmare un trattato con lui. Siddi Jauhar e il suo esercito così allentarono un poco la guardia, pensando che l'assedio stesse per terminare. Però attraversare un assedio di circa 10 000 soldati sembrava impossibile per Shivaji. Secondo la strategia, alla fine della notte di luna piena Shivaji sarebbe passato attraverso le linee nemiche con circa 600 uomini guidati da Bajiprabhu Deshpande. Sorprendentemente il piano ebbe successo e le truppe di diressero velocemente verso Vishalgad. Quando il nemico venne a conoscenza della fuga di Shivaji da Panhala, inseguì e catturò una parte delle sue truppe. Il loro comandante, catturato, si mostrò essere un falso Shivaji: era un barbiere di nome Shiva Kashid. Questo sacrificio eroico diede ai Maratha, che stavano fuggendo, un momento di respiro.
Il nemico riprese l'inseguimento, guidato da Siddi Masood, il cognato di Siddi Johar. In quel momento Shivaji aveva raggiunto una posizione strategica, Ghod Khind (Passo del cavallo), una gola. Era molto stretta e potevano passarvi solo pochi soldati alla volta. Bajiprabhu Deshpande, con 300 soldati, decise di difendere il passo fino a quando Shivaji non avesse raggiunto il forte di Vishalgad.
Shivaji attaccò le truppe nemiche intente all'assedio di Vishalgad con tale forza che ruppe le loro linee. Nel frattempo Baji Prabhu, suo fratello Fulaji e Sambhaji Jadhav difesero con successo il passo con 300 soldati. I soldati di Siddi Masood furono presi alla sprovvista e feriti da quei pochi soldati che, pur sanguinando, combattevano coraggiosamente tenendo le spade con entrambe le mani. L'unica cosa che li fermò fu il rumore dei cannoni del forte di Vishalgad, segno che Shivaji era riuscito a riconquistarlo. Ora quel passo è conosciuto come Pavan Khind (Passo sacro). Dopo averlo attraversato, il nemico attaccò Shivaji a Fort Vishalgad. Ma ancora una volta furono efficacemente respinti, con gravi perdite, da Rango Narayan Sarpotdar, giovane ufficiale di Shivaji.

### Onorificenze

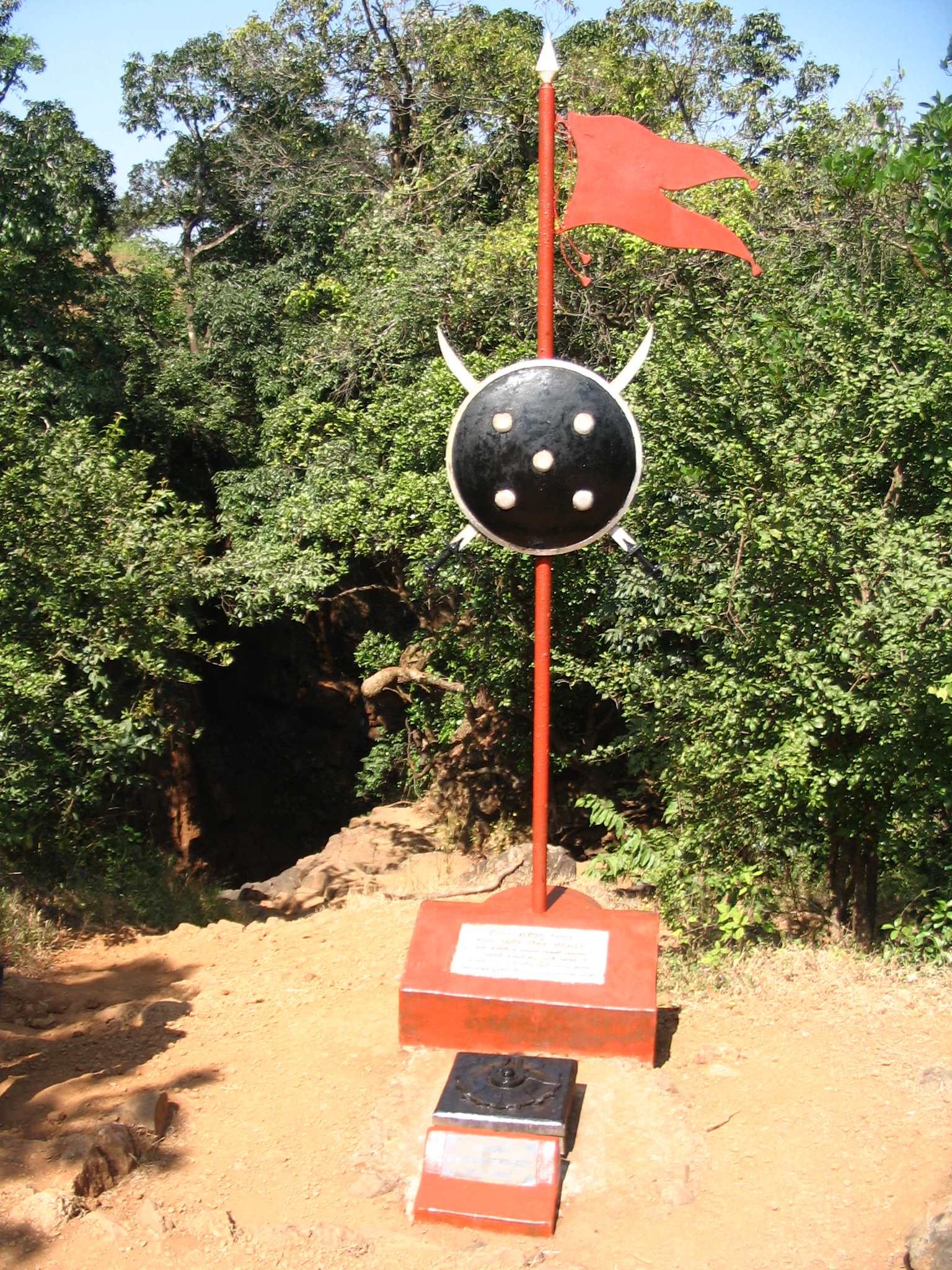
Piccolo monumento posto a memoria della battaglia.

A Bandal fu conferita la "Spada d'onore". Shivaji visitò personalmente la casa di Baji Prabhu, ucciso, situata nel villaggio di Kasabe Sindh vicino a Bhor nel distretto di Pune. A suo figlio maggiore fu offerto il grado di capo di una sezione. Gli altri sette figli ebbero l'onore del Palkhi (l'essere portato su una portantina). Il figlio di Sambhaji Jadhav, anche lui ucciso, divenne soldato.

## Conseguenze
Questa fu l'ultima grande battaglia tra Adilshah e Maratha. In seguito a questi ultimi fu riconosciuta una parziale indipendenza. Il sacrificio di Bajiprabhu Deshpande e Shiva Kashid è in sé una leggenda. Ancora oggi si eseguono passeggiate sul percorso di Shivaji tra i forti di Panhala e Vishalgadh. La distanza è di circa 70 km.

## Caduti
Le vittime totali di questa battaglia furono 3 000 Adilshah e 300 Maratha.

## Battaglie simili
- Battaglia delle Termopili
- Battaglia della porta persiana
- Battaglia di Saragarhi